# Lijst van Stolpersteine in Beverwijk

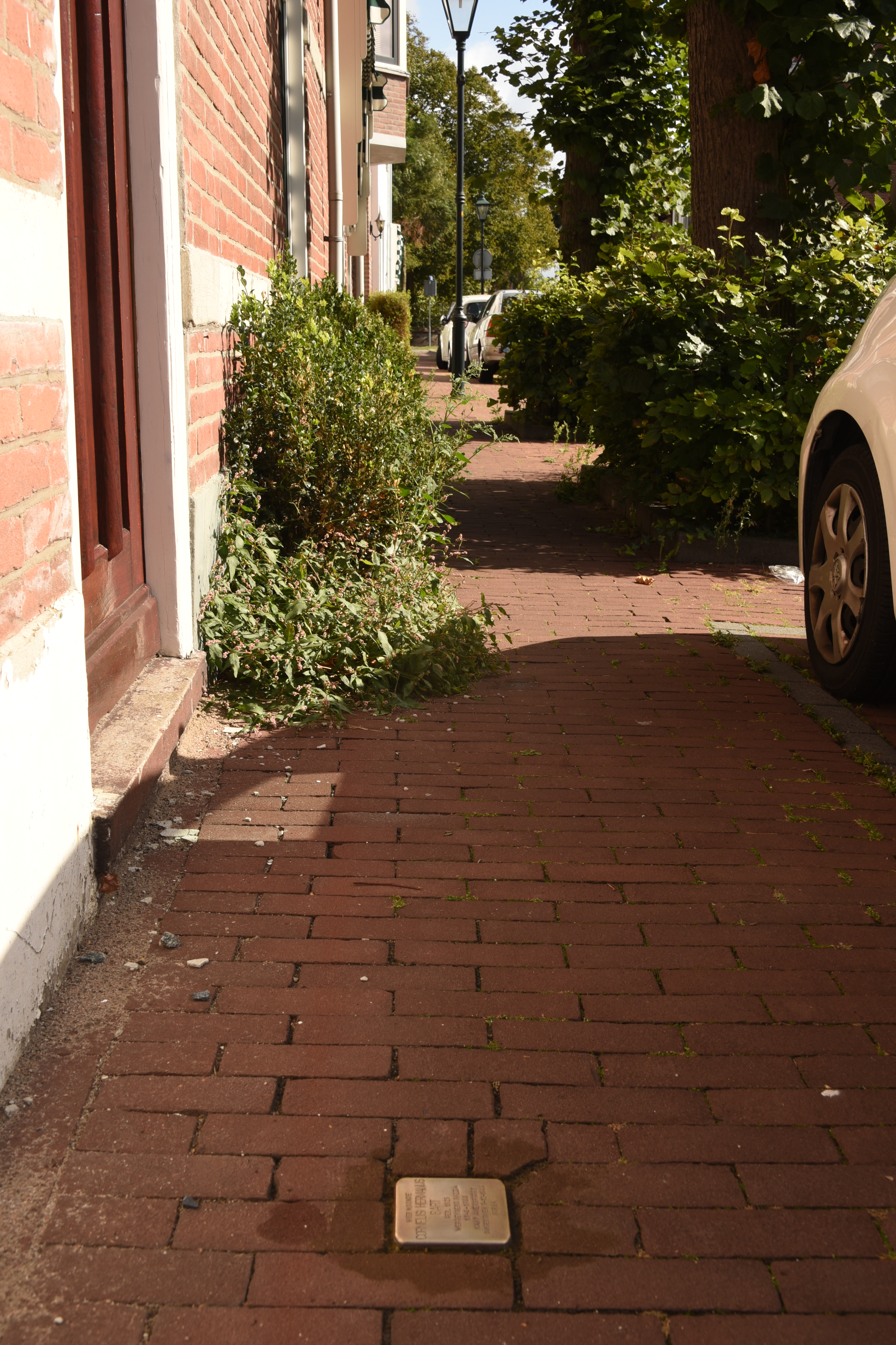
Stolperstein voor Cornelis Hermanus Bart in Beverwijk

De lijst van Stolpersteine in Beverwijk geeft een overzicht van de gedenkstenen die in de gemeente Beverwijk in de Nederlandse provincie Noord-Holland zijn geplaatst in het kader van het Stolpersteine-project van de Duitse beeldhouwer-kunstenaar Gunter Demnig.
Stolpersteine zijn opgedragen aan slachtoffers van het nationaalsocialisme, al diegenen die zijn vervolgd, gedeporteerd, vermoord, gedwongen te emigreren of tot zelfmoord gedreven door het nazi-regime. Demnig legt voor elk slachtoffer een aparte steen, meestal voor de laatste zelfgekozen woning.
Omdat het Stolpersteine-project doorloopt, kan deze lijst onvolledig zijn.

## Stolpersteine
In gemeente Beverwijk liggen 25 Stolpersteine: vijftien in Beverwijk en tien in Wijk aan Zee.

### Beverwijk
In Beverwijk liggen 25 Stolpersteine op acht adressen.
| Afbeelding | Inscriptie | Adres                  | Herdachte persoon                                |
| ---------- | --- | ---------------------- | ------------------------------------------------ |
|            | HIER WOONDE HENDRIK VAN DER AAR GEB. 1925 WEGGEVOERD RAZZIA 16-4-1944 KAMP AMERSFOORT OMGEKOMEN 14-11-1944 PERES                  | Hoflanderweg 54        | Hendrik van der Aar (1925-1944)                  |
|            | HIER WOONDE CORNELIS HERMANUS BART GEB. 1925 WEGGEVOERD RAZZIA 16-4-1944 KAMP AMERSFOORT OMGEKOMEN 8-12-1944 BORNA                | Arendsweg 75           | Cornelis Hermanus Bart (1925-1944)               |
|            | HIER WOONDE LAURENS JOHANNES BÜLLER GEB. 1880 VERMOORD DOOR AKTION SILBERTANNE VOOR ZIJN HUIS OP 9-4-1944                         | Vondellaan 22          | Laurens Johannes Büller (1880-1944)              |
|            | HIER WAS ONDERGEDOKEN BENJAMIN DRUIJF GEB. 1907 GEARRESTEERD 31-3-1944 WESTERBORK OMGEKOMEN 10-5-1945 MAUTHAUSEN                  | Bankenlaan 58          | Benjamin Druijf (1907-1945)                      |
|            | HIER WAS ONDERGEDOKEN LENA DRUIJF GEB. 1935 GEARRESTEERD 31-3-1944 WESTERBORK VERMOORD 22-5-1944 AUSCHWITZ                        | Bankenlaan 58          | Lena Druijf (1935-1944)                          |
|            | HIER WAS ONDERGEDOKEN DUIFJE DRUIJF- COHEN GEB. 1911 GEARRESTEERD 31-3-1944 WESTERBORK OMGEKOMEN 15-11-1944 AUSCHWITZ             | Bankenlaan 58          | Duifje Druijf-Cohen (1911-1944)                  |
|            | HIER WOONDE MARCUS VAN GELDEREN GEB. 1876 GEDEPORTEERD 23-3-1944 UIT WESTERBORK VERMOORD 26-3-1944 AUSCHWITZ                      | Doctor Schuitstraat 19 | Marcus van Gelderen (1876-1944)                  |
|            | HIER WOONDE REGINA PAULINA VAN GELDEREN- BENNINGA GEB. 1876 GEDEPORTEERD 23-3-1944 UIT WESTERBORK VERMOORD 26-3-1944 AUSCHWITZ    | Doctor Schuitstraat 19 | Regina Poulina van Gelderen-Benninga (1876-1944) |
|            | HIER WOONDE ISIDORUS JACOBUS HENNEMAN GEB. 1919 WEGGEVOERD RAZZIA 16-4-1944 KAMP AMERSFOORT OMGEKOMEN 7-12-1944 AMMENDORF         | Hoflanderweg 71        | Isidorus Jacobus Henneman (1919-1944)            |
|            | HIER WOONDE MINA 'MIETJE' DE HOND GEB. 1881 GEARRESTEERD 26-5-1943 GEDEPORTEERD 1-6-1943 UIT WESTERBORK VERMOORD 4-6-1943 SOBIBOR | Zeestraat 54           | Mina Mauw-de Hond ook Mietje (1881-1943)         |
|            | HIER WOONDE PETRUS HOOGEWERF GEB. 1926 WEGGEVOERD RAZZIA 16-4-1944 KAMP AMERSFOORT OMGEKOMEN 22-12-1944 ZÖSCHEN                   | Hoflanderweg 6         | Petrus Hoogewerf (1926-1944)                     |
|            | HIER WOONDE BENJAMIN MAUW GEB. 1881 GEARRESTEERD 26-5-1943 GEDEPORTEERD 1-6-1943 UIT WESTERBORK VERMOORD 1-6-1943 SOBIBOR         | Zeestraat 54           | Benjamin Mauw (1881-1943)                        |
|            | HIER WOONDE JACOB HARTOG MAUW GEB. 1915 GEARRESTEERD 26-5-1943 GEÏNTERNEERD VRIJLATING 6-8-1943 WESTERBORK                        | Zeestraat 54           | Jacob Hartog Mauw (1915-1970)                    |
|            | HIER WOONDE ROZA MAUW GEB. 1909 GEARRESTEERD 18-9-1943 GEDEPORTEERD 21-9-1943 UIT WESTERBORK VERMOORD 24-9-1943 AUSCHWITZ         | Zeestraat 54           | Roza Mauw (1909-1943)                            |
|            | HIER WOONDE HENDRIK STRATMANN GEB. 1896 GEARRESTEERD 31-3-1944 VUGHT / SACHSENHAUSEN OMGEKOMEN 26-4-1945 WITTSTOCK                | Bankenlaan 58          | Hendrik Stratmann (1896-1945)                    |

### Wijk aan Zee
In Wijk aan Zee liggen tien Stolpersteine op vijf adressen.
| Afbeelding | Inscriptie | Adres                               | Herdachte persoon                                          |
| ---------- | --- | ----------------------------------- | ---------------------------------------------------------- |
|            | HIER WOONDE ARIANE BELINFANTE GEB. 1933 GEDEPORTEERD 1944 UIT WESTERBORK THERESIENSTADT VERMOORD 15.10.1944 AUSCHWITZ           | Zwaanstraat / Voorstraat            | Ariane Belinfante (1933-1944)                              |
|            | HIER WOONDE EMILIE BELINFANTE GEB. 1875 GEDEPORTEERD 1944 UIT WESTERBORK THERESIENSTADT VERMOORD 25.9.1944                      | Zwaanstraat / Voorstraat            | Emilie Belinfante (1875-1944)                              |
|            | HIER WOONDE ERNST BELINFANTE GEB. 1906 GEDEPORTEERD 1944 UIT WESTERBORK THERESIENSTADT 1944 AUSCHWITZ VERMOORD 20-2-1945 DACHAU | Zwaanstraat / Voorstraat            | Ernst Belinfante (1906-1945)                               |
|            | HIER WOONDE HENRIETTE BELINFANTE-KOORD GEB. 1904 GEDEPORTEERD 1944 UIT WESTERBORK THERESIENSTADT VERMOORD 15.10.1944 AUSCHWITZ  | Zwaanstraat / Voorstraat            | Henriette Belinfante (1904-1944)                           |
|            | HIER WOONDE RALPH RONALD BELINFANTE GEB. 1936 GEDEPORTEERD 1944 UIT WESTERBORK THERESIENSTADT VERMOORD 15-10-1944 AUSCHWITZ     | Zwaanstraat / Voorstraat            | Ralph Ronald Belinfante (1936-1944)                        |
|            | HIER WOONDE RAPHAEL BELINFANTE GEB. 1880 GEDEPORTEERD 1944 UIT WESTERBORK THERESIENSTADT VERMOORD 31.10.1944 AUSCHWITZ          | Zwaanstraat / Voorstraat            | Raphaël Belinfante (1880-1944)                             |
|            | VAN OLDEBORGHWEG WOONDE CORNELIS MARINUS BOL GEB. 1925 WEGGEVOERD BIJ RAZZIA 16-4-1944 KAMP AMERSFOORT OMGEKOMEN 8-3-1945 PERES | Oldeborghweg / Verlengde Voorstraat | Cornelis Marinus Bol (1925-1945), ook wel genoemd Kees Bol |
|            | HIER WOONDE JOHANNES GERARDUS DE BOER GEB. 1919 WEGGEVOERD BIJ RAZZIA 16.4.1944 KAMP AMERSFOORT OMGEKOMEN 26.11.1944 PERES      | Voorstraat 32                       | Johannes Gerardus de Boer (1919-1944)                      |
|            | HIER WOONDE JOHANNES OFFENBERG GEB. 1924 WEGGEVOERD RAZZIA 16-4-1944 KAMP AMERSFOORT OMGEKOMEN 17-1-1945 AMMENDORF              | Boothuisplein 15                    | Johannes Offenberg (1924-1945)                             |
|            | HIER WOONDE FRANCISCUS CORNELIS VAN SON GEB. 1900 DWANGARBEIDER 16.4.1944 KAMP AMERSFOORT OMGEKOMEN 1.5.1945 BERLIJN            | Voorstraat 10                       | Franciscus Cornelis van Son (1900-1945)                    |

Andere herdenkingsstenen in Wijk aan Zee
- Stetweg 2b: Nicolaas Wagenaar[33]
- Julianaweg 24: In april 2017 is een herdenkingssteen gelegd voor Jan Hendrik Hilbers. Deze steen was februari 2020 niet meer aanwezig.[34]

## Data van plaatsingen
- 16 april 2014: Beverwijk, zeven Stolpersteine op Arendsweg 75, Bankenlaan 58, Hoflanderweg 54, Vondellaan 22
- 16 april 2015: Wijk aan Zee, zeven Stolpersteine op Zwaanstraat / Voorstraat, Oldeborghweg / Verlengde Voorstraat
- 2022: Beverwijk, vier Stolpersteine op Zeestraat 54
- 8 juli 2024: Beverwijk, twee Stolpersteine op Doctor Schuitstraat 19